# Affaire Lucas Tronche
Pour les articles homonymes, voir Tronche et affaire Luca.
L'affaire Lucas Tronche concerne la disparition d'un adolescent de près de seize ans, Lucas Tronche, survenue le mercredi 18 mars 2015 à Bagnols-sur-Cèze (Gard). Les recherches entreprises après l'ouverture d'une enquête pour disparition inquiétante sont restées vaines pendant plus de six ans, jusqu'à ce que ses ossements ainsi que des effets personnels soient retrouvés sur le flanc d'une falaise à 800 m de son domicile, en juin 2021, laissant envisager une chute accidentelle.
Une cérémonie d'adieu eut lieu le 14 mai 2022, en toute intimité, en présence de la famille et des proches amis de l'adolescent, mettant fin à 6 années de recherches et à l’association « retrouvons Lucas ». Les parents remercièrent l’ensemble des Français d’avoir participé pendant 6 années aux recherches pour tenter de retrouver leur fils.

## Contexte
Lucas Tronche, né le 18 avril 1999, est le cadet de trois garçons. Ses parents, Nathalie et Éric, sont tous les deux ingénieurs au Commissariat à l'énergie atomique et aux énergies alternatives (CEA) sur le site nucléaire de Marcoule.
Lucas est décrit par sa famille et ses amis comme étant un adolescent équilibré, épanoui, heureux, gentil et serviable, ne voulant pas décevoir, aimant les animaux et la nature. Scolarisé en classe de seconde au lycée Albert-Einstein de Bagnols-sur-Cèze, il est un bon élève et souhaite devenir vétérinaire. Adolescent timide mais sociable, Lucas est passionné de scoutisme qu'il pratique dans sa ville depuis plusieurs années, il fait partie d'un club de badminton et pratique la natation. Peu adepte des réseaux sociaux, il utilise la messagerie Snapchat. Au moment de sa disparition, la famille envisage un voyage aux États-Unis.

## Disparition
Le mercredi 18 mars 2015, Lucas, âgé de près de seize ans, disparaît mystérieusement. À 17 h 10, il doit se rendre en trottinette à un arrêt de bus pour prendre un car l'amenant à la piscine municipale de Laudun-l'Ardoise pour son entraînement de natation avec son frère aîné, Valentin. Celui-ci, âgé de 17 ans, part avant lui pensant être rejoint par Lucas. Néanmoins, ce dernier quitte le domicile familial, ferme la porte à clé, mais ne se rend pas à l'arrêt de bus rejoindre son frère. Valentin essaye de le contacter vers 17 h 30 mais le portable de Lucas a été éteint vers 17 h 16, quelques minutes après son départ du domicile. Lucas part sans ses affaires de piscine mais avec un sac à dos ne contenant que très peu de choses, pas même son nécessaire de survie (couteau, argent de poche, sac de couchage, etc.). Ce qu'il avait l'intention de faire au moment de quitter la maison et ce qui s'est passé ensuite reste un mystère.
Vers 20 heures, allant récupérer ses enfants à l'arrêt de bus, Nathalie Tronche remarque l'absence de Lucas avec son frère. Ce dernier lui dit que Lucas n'est pas venu à la piscine, qu'il a probablement manqué le bus et qu'il a dû rester à la maison. Étant certaine qu'il n'est pas resté à la maison puisqu'elle y était les deux dernières heures, la mère de famille contacte les urgences pour savoir si Lucas n'aurait pas été hospitalisé après une chute ou un accident. Elle contacte ensuite les amis de son fils qui affirment n'avoir pas eu de nouvelles. Elle prévient la police qui ouvre une enquête. Éric Tronche, le père de famille, est mis au courant de la disparition de son fils à son retour du travail, vers 23 heures.

## L'enquête
Dès la déposition de Nathalie Tronche pour signaler la disparition de son fils à la police, une enquête pour disparition inquiétante est ouverte dans la soirée du 18 mars 2015 et les recherches débutent pour retrouver Lucas.
L'affaire est confiée le 25 mars au service régional de police judiciaire (SRPJ) de Montpellier et à l'Office central de la répression de la violence faite aux personnes (OCRVP).
Lucas n'ayant pas le profil de fugueur, le parquet de Nîmes ouvre le 30 mars une information judiciaire pour enlèvement et séquestration et aucune thèse n'est écartée en raison du manque d'éléments. La thèse d'un départ au Moyen-Orient pour faire le djihad ou au contraire pour aider les chrétiens d'Orient est toutefois exclue, ne correspondant pas au profil de l'adolescent.
La police effectue de nombreuses auditions parmi les proches de Lucas : ses amis, ses professeurs, ses entraîneurs et partenaires des clubs sportifs qu'il fréquentait. Les conducteurs dont les voitures sont passées par Bagnols-sur-Cèze ce jour-là sont interrogés.
Une commission rogatoire est lancée aux États-Unis pour pouvoir accéder aux conversations et échanges que Lucas a eus sur Snapchat, qui s'effacent au bout de quelques secondes mais dont les serveurs conservent une trace. Ceux-ci n'ont rien montré de particulier. De même, les examens de l'ordinateur et de la tablette de l'adolescent n'ont rien prouvé de suspect.
Plusieurs témoins affirment avoir aperçu une personne pouvant être Lucas Tronche dans les heures suivant sa disparition. Ainsi, dans le cadre de l'enquête de voisinage, une voisine affirme le lendemain l'avoir aperçu le jour de sa disparition, entre 17 h 15 et 17 h 30, se dirigeant en direction des vignes sur le chemin de Saduran, donc sur un chemin opposé à la piscine. À 500 m de cet endroit, une femme dit avoir aperçu le 19 mars à midi une personne pouvant correspondre à Lucas traverser un terrain à l'avant de sa ferme. Un chien piste sa trace sur 1 km en direction du nord. Le même jour, à 18 h 30, Rachid, un ami de la famille, accompagné de bénévoles, qui organisent une battue, dit avoir aperçu une silhouette juvénile se trouvant sur une colline en haut du piton rocheux ; un cliché est pris mais la personne n'a pas pu être identifiée[réf. nécessaire]. Une équipe de bénévoles aurait ensuite aperçu l'adolescent sur les hauteurs de Saint-Gervais à 10 h 30 le 23 mars. Il regardait un groupe de travailleurs qui s'affairaient dans une vigne puis a disparu dans les bois. Une semaine après sa disparition, un motard de 25 ans domicilié dans un village voisin témoigne avoir vu Lucas marcher avec un sac à dos le long d'un chemin vers Esbrezun, à Saint-André-de-Roquepertuis, en direction d'une colline, le 23 mars en fin d'après-midi. La zone est fouillée par un chien et un hélicoptère. Enfin, une adolescente et son père pensent avoir reconnu Lucas Tronche le 28 mars dans l'après-midi au magasin Cultura du Pontet, dans le Vaucluse. Il était accompagné d'une femme de 45-50 ans. Les vérifications n'ont rien donné,.
Quelques jours après sa disparition, les enquêteurs utilisent du Luminol, produit qui réagit à la présence de sang, pour prélever d'éventuelles traces d'ADN dans la chambre de Lucas et dans le reste de la maison. Des traces sont prélevées sur la moquette près du lit de Lucas et expertisées pour savoir s'il s'agit du sang de l'adolescent ou une réaction à un produit ménager par exemple utilisé par la femme de ménage. Une nouvelle expertise est effectuée en mai 2017.
En octobre 2015, sept mois après sa disparition, les parents de Lucas commencent à recevoir d'étranges lettres anonymes d'une personne leur donnant des nouvelles de leur fils, affirmant notamment qu'il est en bonne santé et qu'il ne fallait pas s'inquiéter. En tout, onze lettres sont envoyées à la famille jusqu'au début de l'été 2016. Les enquêteurs parviennent à mettre la main sur l'expéditeur des lettres grâce à une caméra de vidéosurveillance au centre de tri où il était venu poster sa lettre le 12 juillet 2016 mais il s'avère que celui-ci, un homme de 57 ans employé d'un supermarché et habitant Valence dans la Drôme, est un mythomane et qu'il n'a absolument rien à voir avec la disparition de Lucas. Il est condamné en octobre 2017 par le tribunal correctionnel de Nîmes à un an de prison ferme, ainsi qu'un an de prison avec sursis,,.
En décembre 2016, un portrait-robot pour retrouver un témoin aperçu par une passante à proximité de la maison de Lucas le jour de sa disparition est lancé par la Police nationale. Ce portrait-robot est renouvelé et précisé en septembre 2017. Le 17 octobre 2018, le témoin recherché alors depuis deux ans, un habitant de la ville, est retrouvé, placé en garde à vue et interrogé par les enquêteurs. Il est finalement mis hors de cause et relâché.
Près d'un an après la disparition de Lucas, le 1er mars 2016, à Clarensac, commune également située dans le Gard et à 62 km de Bagnols-sur-Cèze, Antoine Zoia, un adolescent âgé de 16 ans et scolarisé en classe de première scientifique au lycée Albert-Camus de Nîmes, ayant une personnalité considérée comme assez proche de celle de Lucas, disparaît mystérieusement après être sorti de chez lui vers 13 h 30. Il est aperçu pour la dernière fois dans un bureau de tabac, achetant un briquet. Une enquête est alors menée pour constater si un lien peut avoir lieu entre ces deux disparitions inquiétantes et inexpliquées de mineurs ayant eu lieu dans le même département à un an d'intervalle mais rien ne permet, selon les enquêteurs, d'en faire un rapprochement. Le 29 septembre 2018, deux ans et demi après sa disparition, un corps est retrouvé pendu à un arbre dans un massif forestier difficile d'accès de Clarensac par un chasseur, avec, à côté, des vêtements appartenant à Antoine. Trois jours plus tard, les analyses confirment qu'il s'agit bien du corps de l'adolescent. Une enquête est en cours pour tenter de comprendre les circonstances du drame.
À partir du 11 janvier 2018, l'enquête étudie une possible implication de Nordahl Lelandais, meurtrier de la petite Maëlys dont la disparition est survenue en août 2017 et suspect dans le meurtre du caporal Arthur Noyer, mis en examen à l'automne 2017 pour enlèvement, suivi d'une séquestration et de meurtre, dans la disparition de Lucas. Nordahl Lelandais se serait rendu plusieurs fois dans le Gard, ayant de la famille habitant proche de Bagnols-sur-Cèze. Le cas d'Antoine Zoia, disparu à une soixantaine de kilomètres, est également étudié. Le 27 février 2018, l'implication de Nordahl Lelandais dans la disparition de Lucas Tronche est finalement écartée par les enquêteurs, le suspect se trouvant en Isère au moment des faits d'après l'analyse du bornage de son mobile,.
Le 14 mars 2019, quatre jours avant le quatrième anniversaire de la disparition de Lucas Tronche, des vérifications programmées de longue date et une reconstitution de la disparition ont lieu, avec la famille, au domicile de Lucas Tronche, en présence de la nouvelle juge d'instruction qui a hérité du dossier à sa prise de fonction en septembre 2018 et d'un représentant du parquet,. Deux semaines plus tard, le 26 mars 2019, des fouilles décidées par la juge d'instruction sont organisées autour de la maison par des enquêteurs de la brigade criminelle du SRPJ de Montpellier, ainsi que des techniciens de l'Identité judiciaire, mais sans résultat,.

## Mobilisation et recherches
La disparition de Lucas provoque un émoi national et de nombreuses recherches sont effectuées, par les autorités, les proches de l'adolescent et de nombreux anonymes. Dès le lendemain, des militaires patrouillent tous les alentours et organisent de nombreuses battues ; les collines, falaises et chemins sont fouillés jusqu'à 4 km autour du domicile de Lucas et la Cèze est sondée. Hélicoptère à vision thermique, équipes cynophiles, personnels de sauvetage en eaux sont aussi engagés.
Des appels à témoins sont lancés et régulièrement renouvelés. Dans les jours qui suivent la disparition de Lucas, plus de 1 500 personnes se mobilisent et participent aux recherches. Des milliers d'autres personnes se mobilisent sur les réseaux sociaux, notamment en postant des photos avec l'avis de recherche et la mention « Je cherche Lucas », y compris des célébrités comme Maurane, Bernard Werber, Jean-Pierre Foucault, Rémi Gaillard ou encore Renan Luce.
Dans les mois qui suivent, les parents de Lucas participent à plusieurs émissions télévisées dans l'objectif de médiatiser l'affaire le plus possible et ainsi faire évoluer l'enquête, notamment Crimes en direct : Mon enfant a disparu sur NRJ12, présentée par Jean-Marc Morandini en novembre 2015, Toute une histoire sur France 2, présentée par Sophie Davant en janvier 2016 ou encore Dans les yeux d'Olivier, présentée par Olivier Delacroix en septembre 2017. Cette affaire est, dès les premiers jours, également abordée dans les journaux télévisés et dans les émissions d'informations comme Sept à huit ou 13 h 15, le samedi.
Des comités d'affichage se sont montés dans plus d'un millier de villes en France[réf. nécessaire].

Logo de l'association Retrouvons Lucas.

En octobre 2015, l'association Retrouvons Lucas est créée afin que la mobilisation se poursuive. La chanteuse Maurane en devient la marraine.
Le 19 mars 2016, un an et un jour après la disparition de Lucas, un rassemblement avec lâcher de ballons est organisé à Bagnols-sur-Cèze ainsi que dans une trentaine d'autres villes en France.
En mai 2016, une importante campagne d'affichage est lancée pour tenter de retrouver l'adolescent. Des portraits géants de quatre mètres sur trois s'affichent sur le bord des routes dans le Gard, la Drôme et le Vaucluse. D'août à octobre 2016, 700 panneaux Decaux sont mis gratuitement à la disposition de l'association Retrouvons Lucas dans toute la France, ce qui constitue une première pour rechercher une personne disparue. Un spot de dix secondes est diffusé dans plus de 500 stations-service en France.
À l'occasion du deuxième anniversaire de sa disparition, le 18 mars 2017, un grand rassemblement, marqué notamment par un lâcher de ballons, est organisé à Bagnols-sur-Cèze en présence du maire de la ville. De plus, l'association organise un Mannequin Challenge intitulé Challenge pour Lucas auquel participent 200 personnes, famille, amis et bénévoles, pour retracer toutes les actions entreprises pour retrouver l'adolescent et montrer à quel point le temps s'est arrêté pour sa famille depuis la disparition de Lucas.
Pour le troisième anniversaire de la disparition de Lucas, le 17 mars 2018, un nouveau rassemblement en présence de 200 personnes a lieu devant la mairie de la ville, en présence notamment du maire Jean-Yves Chapelet et du député de la 3e circonscription du Gard, Anthony Cellier, qui se sont exprimés aux côtés de la famille de Lucas. Une grande mosaïque à l'effigie de Lucas est réalisée à cette occasion ; les participants ont chacun levé un panneau avec des photos dessus pour ainsi former le visage de Lucas en mosaïque, afin de ne pas oublier.
Le 16 mars 2019, près de quatre ans après la disparition de Lucas, sa famille et ses proches organisent un nouveau rassemblement à Bagnols-sur-Cèze avec notamment un lâcher de ballons. Près de 500 personnes sont présentes.
Il n'y a pas eu de rassemblement en 2020 pour le cinquième anniversaire de la disparition de Lucas, ainsi qu'en 2021. Au-delà du contexte de confinements liés à la pandémie de Covid-19, il s'agit d'une volonté de la famille de se mettre en retrait afin de se préserver.
Le 2 janvier 2020, l'émission Non élucidé diffusée sur RMC Story et présentée par Arnaud Poivre d'Arvor avec Jean-Marc Bloch est consacrée à l'affaire.
Le 7 juin 2021, la famille et les proches de Lucas participent à la nouvelle émission d'M6 Appel à témoins diffusée en direct en première partie de soirée et présentée par Nathalie Renoux et Julien Courbet afin de faire avancer l'enquête. Cette émission, construite en partenariat avec les ministères de l'Intérieur et de la Justice, s'intéresse aux affaires criminelles non élucidées et les téléspectateurs sont invités à apporter tout témoignage pouvant être utile à l'enquête. À cette occasion, le frère aîné de Lucas, Valentin, s'exprime pour la première fois. Près de 300 appels et messages ont été recensés et traités.

## Découverte et identification
Le 24 juin 2021, à la suite de nouvelles recherches menées dans des sites inaccessibles par l'unité d'élite du Grimp, sur ordre de la juge d'instruction de Nîmes, des ossements ainsi que des débris de vêtements et un sac à dos sont découverts par les sapeurs-pompiers dans une végétation luxuriante, le long des escarpements rocheux d'une falaise sur laquelle Lucas avait coutume de se rendre, à 800 m du domicile familial. Le lendemain, son téléphone mobile est retrouvé à ce même endroit, de même que les fragments d'une montre et les lambeaux d'un blouson. Cette falaise, riche d'une végétation luxuriante, n'avait pas fait l'objet de fouilles préalables compte tenu des difficultés d'accès à la zone, qui nécessitaient un équipement spécifique. Le 8 juillet 2021, les expertises confirment qu'il s'agit bien des ossements de l'adolescent,.
En janvier 2023, la juge d'instruction du tribunal de Nîmes en charge des investigations a rendu une ordonnance de non-lieu, clôturant le dossier pénal. L'enquête n'a pas impliqué de tierce personne mais, en raison de l'état du cadavre, elle n'a pas pu déterminer les causes exactes de la mort, accident ou mauvaise rencontre, constatant toutefois que « la configuration du terrain peut laisser envisager une chute accidentelle », compatible avec les constatations faites.
Lucas était passionné de géologie et récoltait régulièrement des pierres sur le site de la falaise. Selon une hypothèse non-confirmée mais probable, Lucas aurait pu, alors qu'il se trouvait au sommet de la falaise, basculer dans le vide accidentellement alors qu'il essayait de prendre un selfie avec son téléphone.

## Documentaires télévisés
- « Qui a vu le jeune Lucas ? » (premier reportage) dans « En direct : mon enfant a disparu » le 30 novembre 2015 dans Crimes, sur NRJ 12.
- « L'affaire Lucas Tronche », dans Non élucidé, le 2 janvier 2020 sur RMC Story.
- « Dans les yeux d'Olivier, Portés disparus » 2018, France 2.
- [vidéo][magazine] « Lucas Tronche, 15 ans, porté disparu » sur M6, 7 juin 2021.

## Émission radiophonique
- « La disparition de Lucas Tronche » le 21 octobre 2015, « L'affaire Lucas Tronche » le 12 avril 2016, « Lucas Tronche, 2 ans après » le 22 mars 2017 et « Lucas Tronche, disparu depuis 5 ans: ses parents témoignent » le 12 mai 2020 dans L'Heure du crime de Jacques Pradel sur RTL.